# Крушево (Лепосавић)
Крушево је насеље у општини Лепосавић на Косову и Метохији. Припада месној заједници Лепосавић. Село се налази 6 km западно од Лепосавића на левој обали Ибра на крајњим источним обронцима планине Рогозне. По пространству и положају село спада у брдска насеља разбијеног типа и налази се на надморској висини од 834 метара. Назив села је изведен од речи кушка (архаизам за крушку) па топоним означава место где добро успевају крушке и спада у фитониме.

## Демографија
- попис становништва 1948: 77
- попис становништва 1953: 88
- попис становништва 1961: 84
- попис становништва 1971: 68
- попис становништва 1981: 44
- попис становништва 1991: 22

У насељу 2011. године живи 20 становника у 5 домаћинстава. Родови који живе у овом селу су: Батачани, Трбољевци и Баловићи.